# Literna
Literna is een geslacht van halfvleugeligen uit de familie schuimcicaden (Cercopidae). De wetenschappelijke naam van dit geslacht is voor het eerst geldig gepubliceerd in 1866 door Stål.

## Soorten
Het geslacht Literna omvat de volgende soorten:
- Literna altipeta Lallemand & Synave, 1952
- Literna ankaratrana Lallemand & Synave, 1954
- Literna callosa (Signoret, 1858)
- Literna callosipennis (Signoret, 1860)
- Literna fusca Lallemand, 1942
- Literna gracilis Lallemand, 1949
- Literna haglundi Schmidt, 1920
- Literna hovana Lallemand, 1949
- Literna intermedia Haglund, 1899
- Literna lacomblei Lallemand, 1920
- Literna laeviuscula Stål, 1866
- Literna limbata Schmidt, 1920
- Literna madegassa Lallemand, 1949
- Literna maura (Thunberg, 1822)
- Literna minuscula Jacobi, 1917
- Literna muscophila Lallemand & Synave, 1952
- Literna ochracea Jacobi, 1917
- Literna pauliani Lallemand & Synave, 1952
- Literna punctata Lallemand, 1949
- Literna rugosa (Fallou, 1890)
- Literna signata Jacobi, 1917
- Literna sylvicola Lallemand & Synave, 1952
- Literna tanalae Lallemand, 1920
- Literna tartemorion (Lallemand, 1920)
- Literna unifasciata Jacobi, 1921
- Literna vicina Lallemand, 1942
- Literna villiersi Lallemand, 1948